# Broomball
O broomball é um esporte recreativo originário do Canadá. As partidas são disputados entre duas equipes em um rink de hockey no gelo. Cada equipe é formada por seis jogadores (sendo um goleiro).
O objetivo do jogo é marcar gols na meta do adversário, como no futebol. Cada jogador utiliza um taco chamado de vassouras devido o seu formato. Os gols são marcados ao fazer a bola passar pela baliza do adversário utilizando apenas as vassouras para bater na bola. A bola tem 20 cm de circunferência e é feita de plástico.
O broomball é pouco conhecido e não é o esporte principal de nenhum país, embora haja várias ligas amadoras no Canadá, EUA, Austrália, Japão e Europa e uma federação internacional, a (IFBA) que organiza o campeonato mundial e cuja sede é no Canadá.* «www.internationalbroomball.com»
Outra particularidade deste esporte reside no fato que os jogadores não usam patins de gelo, mas sim sapatos especiais (como no curling).

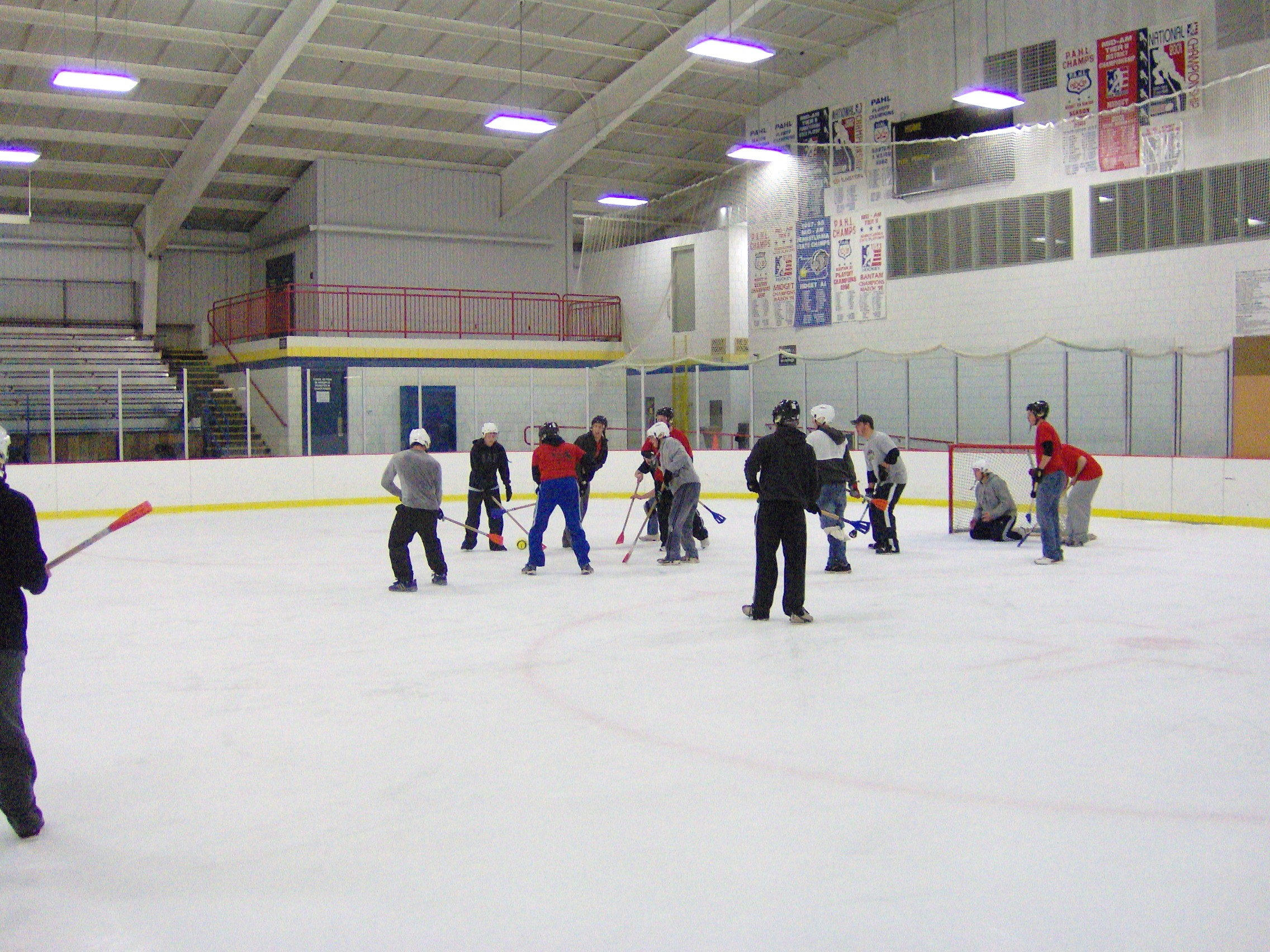
Partida de broomball

## Equipamentos
Os jogadores devem utilizar diversos equipamentos de proteção, sobretudo para cabeça, joelhos, cotovelos e partes íntimas.

## A vassoura
A vassoura é o taco utilizado para bater e conduzir a bola. Inicialmente, tratava-se realmente de uma vassoura doméstica cujos pêlos eram congelados e fixados por uma fita adesiva. Atualmente, as vassouras tem os cabos fabricadas de madeira ou alumínio e a extremidade triangular feita de plástico.
Segundo a regulamentação internacional, o comprimento máximo de uma vassoura não deve passar de 1,35 m.

## A bola

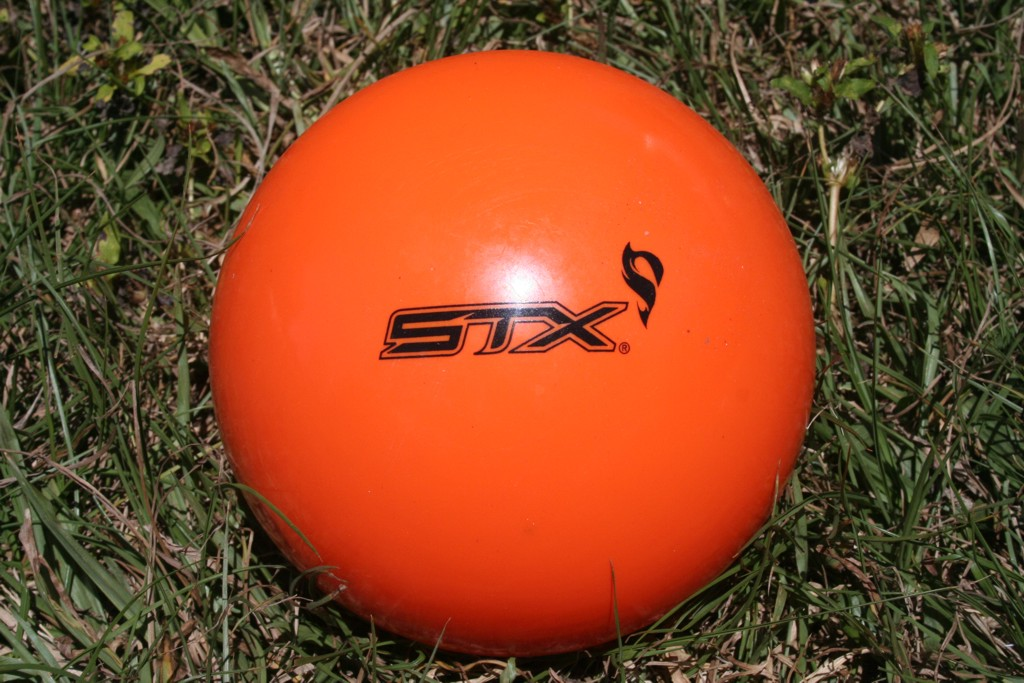
Bola de broomball

A bola é feita de plástico e apresenta uma circunferência de 20 cm. Ela deve ser na cor laranja para partidas disputadas em ginásio fechado, ou azul para partidas em áreas abertas.

### As traves de gol
Nas competições internacionais e na maioria dos países onde se pratica o broomball, a trave de gol mede 1,5 metros altura por 2,1 metros de comprimento. Nos Estados Unidos, as dimensões utilizadoas 1,7 metros altura por 2,35 metros de comprimento.